# Hatti

L'Imperi Hitita (en vermell) succeí als hattis (1290 aC).

Els hattis o hatites van ser un poble de l'antiguitat que habitava la terra d'Hatti (actual Anatòlia Central, Turquia). Aquest poble està documentat almenys des de l'imperi de Sargon d'Accad (c. 2300 aC), fins que va ser absorbit gradualment c. 2000 aC-1700 aC pels hitites indoeuropeus, que es van identificar amb la "terra d'Hatti".

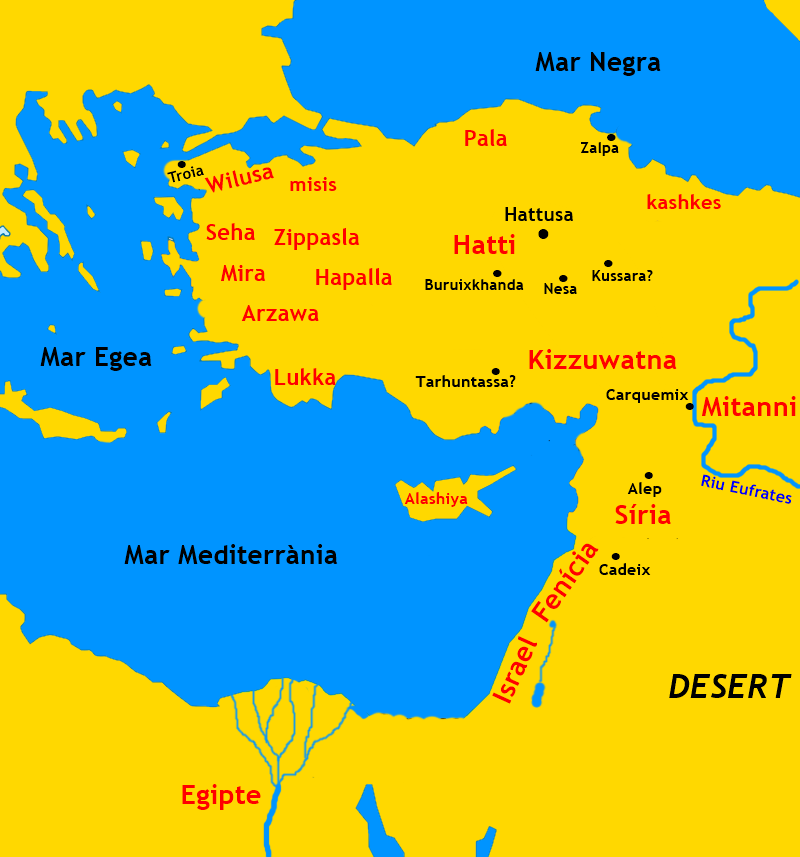
Hatti i rodalia quan els hitites ja s'havien integrat en la població nativa (hatites) i els governaven.

Atès que els hattis no van tenir una llengua escrita, els estudiosos s'han basat en fonts indirectes o en registres d'altres pobles. Probablement, els governants hattis haurien fet servir escribes que van escriure en assiri per fer negocis amb Assíria. Des del segle XXI aC fins a mitjan segle XVIII aC, Assíria va establir colònies a Hatti, com la de Kaneix. Els estudiosos han assumit des de fa temps que la població predominant a la regió d'Anatòlia "al tercer mil·lenni aC era un poble indígena preindoeuropeu anomenat hattis".
El nom més antic d'Anatòlia, "Terra dels hattis", va ser trobat en tauletes d'escriptura cuneïforme de Mesopotàmia de l'època de Sargon el Gran d'Acad, c. 2350 aC - 2150 aC, on comerciants assirio-accadis imploraven al rei Sargon la seva ajuda. Aquesta denominació va continuar existint durant uns 1500 anys, fins al 630 aC, segons es diu en les cròniques assíries. D'acord amb documents hitites posteriors, Sargon el Gran hauria lluitat contra el rei hatti Nurdaggal de Buruixkhanda, mentre que el successor de Sargon, Naram-Sin d'Accàdia, hauria lluitat contra Pamba, rei d'Hatti i 16 aliats.
Els hattis parlaven l'hatti o hàttic, una llengua no indoeuropea de filiació incerta, que alguns estudiosos relacionen amb el grup lingüístic caucàsic nord-occidental. Molts cognoms adigués caucàsics nord-occidentals tenen prefixos com "Hath" o "Hatti", i una de les seves tribus més conegudes porta el nom de "Hattic" (en el sentit de "Fill d'Hatti"). Trevor Bryce escriu: 
| « | "L'evidència d'una civilització hatti és proporcionada per les restes d'una de les llengües no indoeuropees que es van trobar en els arxius hitites tardans. El llenguatge és identificat en diversos dels textos en què apareix amb el terme hattili "(escrit) en la llengua d'Hatti". Els escassos textos que han sobreviscut són predominantment de caràcter religiós o de culte i han proporcionat els noms de diverses deïtats hattis, així com personatges i topònims hatti." | » |

Cal remarcar que l'ús de la paraula "protohitita" per a referir-se als hattis és incorrecte. Els hitites van ser un poble indoeuropeu, lingüísticament diferent als hattis. No obstant això, el terme "terra d'Hatti" estava tan arrelat que els hitites van continuar utilitzant-lo per referir-se a seu propi país. Els hattis acabarien fusionant-se amb altres pobles que parlaven llengües indoeuropees com l'hitita, el luvi i el palaic.
Els hattis estaven organitzats en ciutats estat feudals i petits regnes o principats. Aquestes ciutats estaven ben organitzades i governades com a principats teocràtics.